# Fédération mondiale des concours internationaux de musique

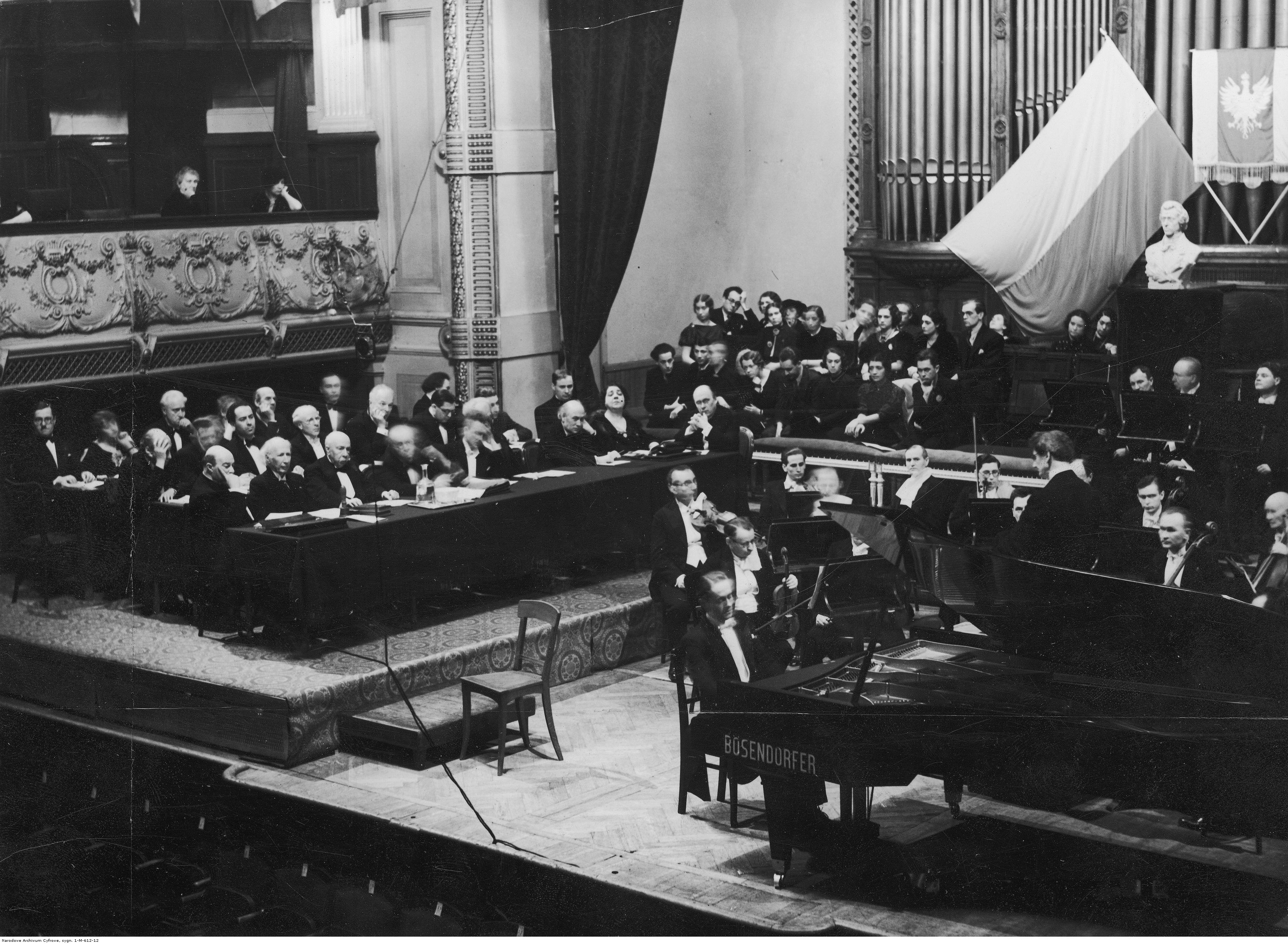
Finale du Concours Chopin (3ème édition, 1937), l'un des membres fondateurs de la Fédération.

La Fédération mondiale des concours internationaux de musique (FMCIM) est une organisation basée à Genève, (Suisse) qui entretient un réseau d'organisations internationalement reconnues qui ont pour but de découvrir les jeunes talents les plus prometteurs dans le domaine de la musique classique par le biais d'un concours public. Elle a été fondée en 1957, et aujourd'hui 120 des plus grands concours de musique du monde sont membres de la fédération.

## Organisations membres par année d'adhésion
Membres fondateurs
1957
- -  Concours international de musique de l'ARD, Munich
  -  Concours international de musique de Budapest
  -  Concours international de piano Ferruccio-Busoni, Bolzano
  -  Concours international de piano Frédéric-Chopin, Varsovie
  -  Concours international d'exécution musicale de Genève, Genève
  -  Concours international de musique Gian-Battista-Viotti, Verceil
  -  Concours international de violon Henryk-Wieniawski, Poznań
  -  Concours Long-Thibaud-Crespin, Paris
  -  Concours international de violon Niccolò-Paganini, Gênes
  -  Festival du Printemps de Prague
  -  Concours musical international Reine Élisabeth de Belgique, Bruxelles

1958
- -  Concours international de musique Maria-Canals, Barcelone
  -  Concours international de jeunes chefs d’orchestre, Besançon
  -  Concours international de piano Beethoven, Vienne
  -  Concours international de chant de Toulouse